# Hernia de la col

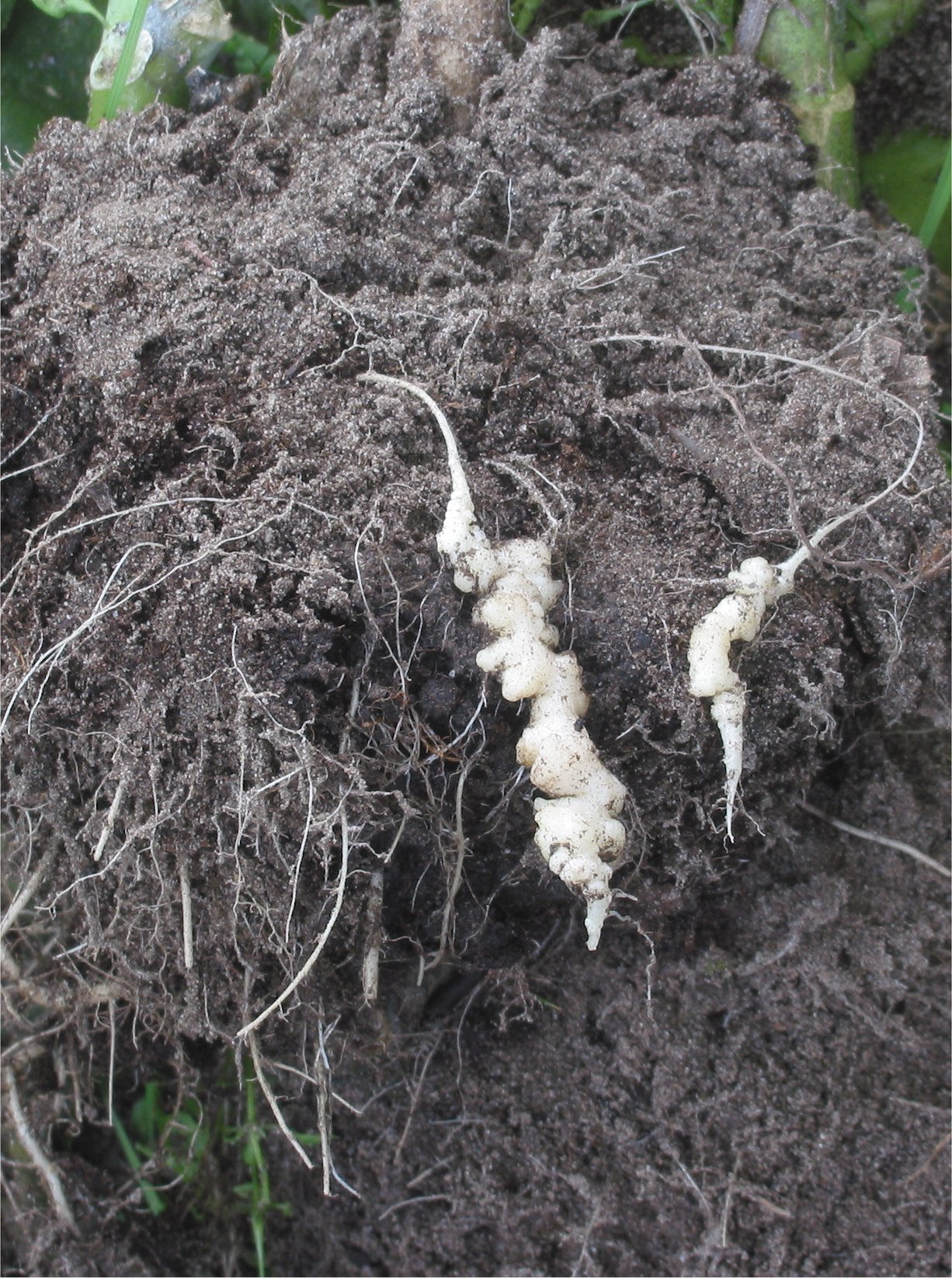
Hernia en una planta de col.

La hernia de la col es una enfermedad común de las coles, brócolis, coliflores, repollitos de Bruselas, rabanitos, nabos, alelíes, ersysimum y otras plantas de la familia Brassicaceae (Cruciferae). Es causada por la Plasmodiophora brassicae, que antiguamente era considerado un moho mucilaginoso y en la actualidad se lo ubica en el grupo Phytomyxea. Posee trece razas. La formación de la hernia o distorsión se produce en raíces latentes y toma la forma de un bate o uso textil. En la col estos ataques a las raíces producen frutos subdesarrollados o inhiben por completo la producción del fruto, acompañado por un declinamiento en el vigor de la planta o aun la muerte. Es una enfermedad importante, se estima afecta un 10% de las zonas de cultivo a nivel mundial.
Existen relatos sobre la hernia de la col en Europa que se remontan al siglo XIII. A finales del siglo XIX, una epidemia importante de hernia de la col destruyó una gran proporción de la cosecha de coles en San Petersburgo. En 1875 el científico ruso Mikhail Woronin identificó que la causa de la hernia de la col era un "organismo plasmodioforo", y lo denominó Plasmodiophora brassicae.
Las prácticas de gestión agrícola para reducir las pérdidas en la cosecha de col son limitadas, y los tratamientos químicos para controlar este microorganismo se encuentran prohibidos a causa de regulaciones de protección del medio ambiente o no son viables desde un punto de vista económico. Por lo tanto el desarrollo de variedades resistentes es una alternativa promisoria.